# Desa Belendung (administrativ by i Indonesien, lat -6,34, long 107,39)
Desa Belendung är en administrativ by i Indonesien.   Den ligger i provinsen Jawa Barat, i den västra delen av landet, 60 km öster om huvudstaden Jakarta.